# Biegi narciarskie na Zimowych Igrzyskach Olimpijskich 1984 – sztafeta kobiet
Bieg sztafetowy kobiet podczas Zimowych Igrzysk Olimpijskich 1984 w Sarajewie został rozegrany 15 lutego. Wzięło w nim udział 48 zawodniczek z dwunastu krajów. Mistrzostwo olimpijskie w tej konkurencji wywalczyła reprezentacja Norwegii w składzie: Inger Helene Nybråten, Anne Jahren, Brit Pettersen i Berit Aunli. 

## Wyniki
| Pozycja | Kraj                                                                                    | Czas      | Strata   |
| ------- | --------------------------------------------------------------------------------------- | --------- | -------- |
| 01 !    | Norwegia · Inger Helene Nybråten · Anne Jahren · Brit Pettersen · Berit Aunli           | 1:06:49,7 | -        |
| 02 !    | Czechosłowacja · Dagmar Švubová · Blanka Paulů · Gabriela Svobodová · Květa Jeriová     | 1:07,34,7 | +45,0    |
| 03 !    | Finlandia · Pirkko Määttä · Eija Hyytiäinen · Marjo Matikainen · Marja-Liisa Hämäläinen | 1:07:36,7 | +47,0    |
| 4       | ZSRR · Julija Stiepanowa · Lubow Ladowa · Nadieżda Burłakowa · Raisa Smietanina         | 1:07:55,0 | +1:05,3  |
| 5       | Szwecja · Karin Lamberg · Doris Hugosson · Marie Risby · Ann-Janeth Rosendahl           | 1:09:30,0 | +2:41,3  |
| 6       | Szwajcaria · Karin Thomas · Monika Germann · Christina Brügger · Evi Kratzer            | 1:09:40,3 | +2:50,6  |
| 7       | Stany Zjednoczone · Susan Long · Judy Rabinowitz · Lynn Spencer-Galanes · Patricia Ross | 1:10:48,4 | +3:58,7  |
| 8       | NRD · Petra Voge · Petra Rohrmann · Carola Anding · Ute Noack                           | 1:11:10,7 | +4:21,0  |
| 9       | Włochy · Klara Angerer · Paola Pozzoni · Manuela Di Centa · Guidina Dal Sasso           | 1:11:12,3 | +4:22,6  |
| 10      | Jugosławia · Jana Mlakar · Andreja Smrekar · Tatjana Smolnikar · Metka Munih            | 1:13:45,1 | +6:55,4  |
| 11      | Wielka Brytania · Lauren Jeffrey · Nicola Lavery · Doris Trueman · Ros Coats            | 1:18:36,2 | +11:46,5 |
| 12      | Chiny · Dou Aixia · Tang Yuqin · Chen Yufeng · Song Shiji                               | 1:21:19,6 | +14:29,9 |